# Беф'юн (Південна Кароліна)
Беф'юн (англ. Bethune) — місто (англ. town) в США, в окрузі Кершо штату Південна Кароліна. Населення — 315 осіб (2020).

## Географія
Беф'юн розташований за координатами 34°24′51″ пн. ш. 80°20′55″ зх. д. / 34.41417° пн. ш. 80.34861° зх. д. (34.414161, -80.348748).  За даними Бюро перепису населення США в 2010 році місто мало площу 2,85 км², уся площа — суходіл.

## Демографія
Згідно з переписом 2010 року, у місті мешкали 334 особи в 147 домогосподарствах у складі 101 родини. Густота населення становила 117 осіб/км².  Було 191 помешкання (67/км²).
Расовий склад населення:
| - 87,1 % — білих - 11,4 % — чорних або афроамериканців - 1,2 % — корінних американців |

До двох чи більше рас належало 0,3 %. Частка іспаномовних становила 2,1 % від усіх жителів.
За віковим діапазоном населення розподілялося таким чином: 18,0 % — особи молодші 18 років, 56,6 % — особи у віці 18—64 років, 25,4 % — особи у віці 65 років та старші. Медіана віку мешканця становила 49,2 року. На 100 осіб жіночої статі у місті припадало 79,6 чоловіків;  на 100 жінок у віці від 18 років та старших — 75,6 чоловіків також старших 18 років.
Середній дохід на одне домашнє господарство  становив 39 282 долари США (медіана — 29 063), а середній дохід на одну сім'ю — 49 036 доларів (медіана — 42 083). За межею бідності перебувало 21,0 % осіб, у тому числі 35,8 % дітей у віці до 18 років та 9,3 % осіб у віці 65 років та старших.
Цивільне працевлаштоване населення становило 85 осіб. Основні галузі зайнятості: виробництво — 21,2 %, роздрібна торгівля — 20,0 %, освіта, охорона здоров'я та соціальна допомога — 17,6 %.